# 2,2-二氯-1,1,1-三氟乙烷
2,2-二氯-1,1,1-三氟乙烷，别名HCFC-123，在低压制冷与暖通空调系统中是CFC-11（一氟三氯甲烷）的替代品，但不能用作发泡剂或溶剂。
它的臭氧破坏潜势（ODP）为0.012，而全球暖化潜势（GWP）为76。根据蒙特利尔议定书，HCFC-123最终将会被淘汰。但对发达国家，2020年之前仍可用于新的暖通设备，2030年前则可用于已有的暖通设备。对发展中国家来说，2030年前可用于新的暖通设备，2040年前可用于已有的暖通设备。
HCFC-123用于大吨位的离心式冷水机组之中，是目前在商用暖通空调系统中使用的最有效的制冷剂。
储藏HCFC-123的储罐呈淡灰色。
它的同分异构体有1,2-二氯-1,1,2-三氟乙烷（R-123a）以及1,1-二氯-1,2,2-三氟乙烷（R-123b）。